# Tetradifon
El tetradifon un compuesto orgánico utilizado por sus propiedades acaricidas. Es distribuido con los nombres comerciales Acaroil TD, Acarvin, Agrex T-7.5, Akaritox, Aracnol K, Aredion, Mitifon, Mition, Polacaritox, Roztoczol, Roztozol, Tedion V-18, Tetradichlone, Tetranol V18.